# Ernesto Vespignani
Ernesto Vespignani (Lugo, 8 settembre 1861 – Buenos Aires, 4 febbraio 1925) è stato un presbitero e architetto italiano, membro della Società salesiana di San Giovanni Bosco, fu particolarmente attivo in America meridionale, venendo soprannominato in spagnolo El arquitecto de Dios (ovvero L'architetto di Dio).

## Biografia
Nacque a Lugo, in Romagna, l'8 settembre (o 7 novembre) 1861 da Eugenio Vespignani e Maddalena Bartoli ed ebbe almeno un fratello, Giuseppe.
Studiò disegno presso l'Accademia Albertina di Belle Arti di Torino sotto Camillo Boito, laureandosi nel 1879; presso la Scuola d'arte torinese tenne un corso speciale di scultura in legno. Nel 1888 fu invece ordinato sacerdote a Torino, continuando la sua formazione a Bologna. Tra le sue prime opere figurò la chiesa di San Francesco di Sales del liceo salesiano Valsalice di Torino.
Dietro invito del fratello Giuseppe, si recò in Argentina nel 1901 per attuare il suo progetto del nuovo tempio salesiano del quartiere Almagro. A Buenos Aires fondò l'Officina tecnica centrale di architettura salesiana, una vera e propria scuola d'arte per la progettazione di edifici religiosi.
Morì il 4 febbraio 1925 a Buenos Aires.